# Khamûl
Khamûl es un personaje ficticio que pertenece al legendarium creado por el escritor británico J. R. R. Tolkien y que aparece en su novela El Señor de los Anillos. Es uno de los nueve Nazgûl, el segundo en poder después del Rey Brujo y tras él, el que percibía la presencia del Anillo Único de forma mayor. A pesar de ello, era el Nazgûl que más detestaba la luz del Sol y su poder disminuía con ella.
También era llamado el Oriental y la Sombra del Este, lo que parece indicar que en un principio era un Señor de los Hombres del Este.

## Historia
Sauron nombró a Khamûl lugarteniente de Dol Guldur tras su vuelta a Mordor, y fue allí junto con otro de los Nazgûl, que trabajó para él como mensajero.
En el año 3018 de la Tercera Edad, Khamûl se reunió con el resto de los Nazgûl en el Campo de Celebrant para iniciar la búsqueda del Anillo Único. Por sus espías, Khamûl había averiguado que Gollum había escapado de la prisión de los  Elfos de Thranduil y que la aldea Hobbit de los Valles del Anduin, donde Gollum había vivido anteriormente, estaba vacía. Por lo que la única información que tenían eran los nombres "la Comarca" y "Bolsón", que Gollum dijo cuando los siervos de Sauron le torturaron para que les informara sobre la situación del Anillo.
Tras muchos días de búsqueda, Khamûl logró encontrar la Comarca y se dirigió a Hobbiton en busca de "Bolsón". Khamûl habló con Hamfast Gamyi, el padre de Sam Gamyi, que le informó que Frodo Bolsón se había mudado a Los Gamos. Tras saquear la casa que sirvió de tapadera para que Frodo y Sam se marcharan sin despertar rumores de la Comarca, Khamûl persiguió a los Hobbits y les alcanzó en la Balsadera de Gamoburgo. Pero los Hobbits ya habían cruzado el río Baranduin y Khamûl no pudo seguirlos, pues temía enormemente al agua. 
Khamûl y otros cuatro Nazgûl encontraron nuevamente a los Hobbits en Amon Sûl, la Cima de los Vientos, pero Aragorn les ahuyentó. Más tarde sería derribado por la corriente del río Bruinen, que Elrond levantó para que los Nazgûl no alcanzaran a Frodo que escapaba sobre Asfaloth, el caballo de Glorfindel.
No se sabe si participó en los acontecimientos de la Guerra del Anillo, aunque puede que acudiera con los ejércitos de Dol Guldur a los distintos ataques que realizaron. Lo que si es seguro es que fue destruido junto al resto de los Nazgûl el 25 de marzo de 3019 TE, cuando el Anillo Único fue destruido y Sauron derrotado.